# Vicente Gatica
Vicente Marcelo Gatica Grandón (Talcahuano, VIII Región del Biobío, 11 de febrero de 1996) es un futbolista chileno. Juega de delantero.

## Trayectoria
Su primer partido en el profesionalismo fue el 20 de julio de 2013 ante Lota Schwager por la fase de grupos de la Copa Chile 2013-14, el delantero formado en la usina fue parte de la oncena titular y fue reemplazado por Lucas Simon durante el segundo tiempo. El compromiso finalizó con un empate 1-1. Tras aquel partido y ante la falta de gol que padecía el elenco siderurgico, Jorge Pellicer decidió citar al delantero para el clásico de la región frente a Deportes Concepción, en un encuentro válido por la vuelta de los octavos de final de la Copa Chile. Huachipato consiguió la clasificación a cuartos tras el empate y la posterior tanda de penales, sin embargo, Gatica no sumó minutos.
Debutó en Primera División, el 25 de octubre de 2013. Aquel día, por la decimosegunda fecha del Torneo de Apertura 2013, Huachipato venció por 2-1 a Audax Italiano en el Estadio CAP , jugando Gatica los últimos minutos del encuentro. Vicente volvió a sumar minutos frente a la Universidad de Concepción, sin embargo su ingreso se realizó a falta de dos minutos para el final, por lo cual poco pudo hacer para cambiar el marcador, que marcó finalmente un empate sin goles.
Su primer gol como profesional lo marcó frente a Deportes Temuco por los cuartos de final de la Copa Chile 2013-14, el "Vicho" marcó el 3-0 transitorio tras asistencia de Francisco Arrué. El balance fue más que positivo para el hombre nacido en Talcahuano, ya que sólo jugó 10 minutos y logró anotarse en el marcador, el cual terminó con un 4-0 en favor de los acereros.

## Clubes
| Club                       | País  | Año       |
| -------------------------- | ----- | --------- |
| Huachipato                 | Chile | 2013-2016 |
| Ñublense                   | Chile | 2017-2018 |
| Independiente de Cauquenes | Chile | 2018      |
| Colchagua                  | Chile | 2019      |
| Comunal Cabrero            | Chile | 2020      |